# Leptophloeus stenoides
Leptophloeus stenoides là một loài bọ cánh cứng trong họ Laemophloeidae. Loài này được Wollaston miêu tả khoa học năm 1854.